# Erich Hintzsche
Erich Hintzsche (Halberstadt, 26 de agosto de 1900 – Spiegel BE (cantão de Berna) 20 de julho de 1975) foi um médico e historiador da medicina suíço de origem alemã; foi professor na Universidade de Berna.

## Biografia
O pai de Hintzsche era funcionário prussiano. Em 1918 passou o vestibular alemão. Começou a estudar medicina em 1919 na Faculdade de Medicina da Universidade de Halle-Wittenberg onde se doutorou em 1925 sob orientação de Hermann Stieve no Instituto Anatômico da mesma universidade. No mesmo ano casou-se com Hilde Köppe e teve duas filhas mais tarde. Tornou-se assistente de Stieve.
Stieve lhe facilitou em 1928 um emprego como prosector na Universidade de Berna. Hintzsche mudou-se depois com sua esposa para Berna, onde logo foi influenciado, nos seus estudos anatômicos, pelo professor Karl Wilhelm Zimmermann. Em 1928 tornou-se livre docente na mesma universidade. Sob a chefia do sucessor de Zimmermann, Hans Bluntschli, Hintzsche continuou sendo prosector. Em 1935 tornou-se professor extraordinário.
Em 1947, Hintzsche substituiu Bluntschli como professor pleno e diretor do Instituto Anatômico. Logo foi-lhe concedido a cidadania suíça. De 1947 a 1957, Hintzsche esteve em contato com Henry E. Sigerist. Em 1967 deixou o cargo de professor pleno e tornou-se responsável da Biblioteca de história da medicina da Universidade de Berna. Em reconhecimento de seus trabalhos sobre Albrecht von Haller recebeu a Medalha Burguesa de Mérito da cidade de Berna.